# Walter Washington
Walter Washington, né le 15 avril 1915 à Dawson en Géorgie et mort le 27 octobre 2003 à Washington, D.C., est un homme politique américain, membre du Parti démocrate et maire du district de Columbia de 1975 à 1979.

## Sources
- (en) Cet article est partiellement ou en totalité issu de l’article de Wikipédia en anglais intitulé « Walter Washington » (voir la liste des auteurs).